# Rosensgade
 Ikke at forveksle med Rosengade.
Rosensgade er en gågade i Aarhus, som ligger mellem Volden og Mejlgade. Bagsiden af den tidligere Aarhus-filial af Danmarks Nationalbank førte ud til Rosensgade. Også Aarhus' tidligere rådhus, der senere var politistation og nu er Kvindemuseum, havde bagfacade mod gaden. Rosensgade har været kendt fra før 1300-tallet, mens navnet stammer fra før 1500-tallet. Den hed tidligere Bag Risgaard. Gaden har ligeledes lagt plads til den første udgave af Aarhus Rutebilstation.
Tæt ved Rosensgade ligger Aarhus Domkirke og Store Torv.